# Keighley and Worth Valley Railway
| Bahnstation in Haworth (Sitz der Bahnverwaltung) |                      |                                 |                                 |
| Streckenlänge: | 8 km                 |                                 |                                 |
| Spurweite: | 1435 mm (Normalspur) |                                 |                                 |
| Maximale Neigung: | 17.9 ‰               |                                 |                                 |
| Minimaler Radius: | 109 m                |                                 |                                 |
| |                      |                                 |                                 |
| \| \| \| von Skipton \| \| \| \| \| Ursprünglicher Bahnhof Keighley \| \| \| \| \| \| \| \| \| \| Keighley \| \| \| \| \| nach Leeds \| \| \| \| \| \| \| \| \| \| vom Güterbahnhof Keighley \| \| \| \| \| \| \| \| \| \| \| \| \| \| \| nach Queensbury \| \| \| \| \| Ingrow \| \| \| \| \| Ingrow-Tunnel (137,16 m) \| \| \| \| \| River Worth \| \| \| \| \| Damems \| \| \| \| \| Ausweichstelle \| \| \| \| \| Oakworth \| \| \| \| \| \| \| \| \| \| \| \| \| \| \| \| \| \| \| \| \| \| \| \| \| \| \| \| \| \| \| \| \| \| \| Mytholmes-Tunnel (68,58 m) \| \| \| \| \| \| \| \| \| \| Haworth \| \| \| \| \| vom Güterbahnhof Haworth \| \| \| \| \| \| \| \| \| \| \| \| \| \| \| Ausweichstelle \| \| \| \| \| \| \| \| \| \| Oxenhope \| \| |                      |                                 |                                 |
| Strecke |                      | von Skipton                     | von Skipton                     |
| ehemaliger Bahnhof |                      | Ursprünglicher Bahnhof Keighley | Ursprünglicher Bahnhof Keighley |
| Abzweig geradeaus und nach links · Strecke von rechts |                      |                                 |                                 |
| Bahnhof · Bahnhof |                      | Keighley                        | Keighley                        |
| Strecke · Strecke nach links |                      | nach Leeds                      | nach Leeds                      |
| Brücke über Wasserlauf |                      |                                 |                                 |
| Strecke quer (außer Betrieb) · Kreuzung geradeaus oben (Querstrecke außer Betrieb) · Strecke von rechts (außer Betrieb) |                      | vom Güterbahnhof Keighley       | vom Güterbahnhof Keighley       |
| Brücke · Brücke (Strecke außer Betrieb) |                      |                                 |                                 |
| Abzweig geradeaus und ehemals nach links · Abzweig geradeaus und von rechts (Strecke außer Betrieb) |                      |                                 |                                 |
| Strecke · Strecke nach links (außer Betrieb) |                      | nach Queensbury                 | nach Queensbury                 |
| Haltepunkt / Haltestelle |                      | Ingrow                          | Ingrow                          |
| Tunnel |                      | Ingrow-Tunnel (137,16 m)        | Ingrow-Tunnel (137,16 m)        |
| Brücke über Wasserlauf |                      | River Worth                     | River Worth                     |
| Haltepunkt / Haltestelle |                      | Damems                          | Damems                          |
| |                      | Ausweichstelle                  |                                 |
| Haltepunkt / Haltestelle |                      | Oakworth                        | Oakworth                        |
| Strecke von links · Strecke nach rechts |                      |                                 |                                 |
| Abzweig geradeaus und ehemals nach links · Strecke unter Wasserlauf Anfang Hochstrecke, Ende Hochstrecke und quer (Strecke außer Betrieb) · Strecke von rechts (außer Betrieb) |                      |                                 |                                 |
| Brücke über Wasserlauf · Strecke (außer Betrieb) |                      |                                 |                                 |
| Brücke über Wasserlauf · Strecke (außer Betrieb) |                      |                                 |                                 |
| Strecke · Brücke (Strecke außer Betrieb) |                      |                                 |                                 |
| Brücke über Wasserlauf · Strecke (außer Betrieb) |                      |                                 |                                 |
| Tunnel · Strecke (außer Betrieb) |                      | Mytholmes-Tunnel (68,58 m)      | Mytholmes-Tunnel (68,58 m)      |
| Abzweig geradeaus und ehemals von links · Strecke unter Wasserlauf Anfang Hochstrecke, Ende Hochstrecke und quer (Strecke außer Betrieb) · Strecke nach rechts (außer Betrieb) |                      |                                 |                                 |
| Bahnhof |                      | Haworth                         | Haworth                         |
| Strecke · Strecke von links |                      | vom Güterbahnhof Haworth        | vom Güterbahnhof Haworth        |
| Strecke unter Wasserlauf Anfang Hochstrecke, Ende Hochstrecke und rechts · Strecke unter Wasserlauf Anfang Hochstrecke, Ende Hochstrecke und links |                      |                                 |                                 |
| Abzweig geradeaus und nach links · Abzweig geradeaus und von rechts |                      |                                 |                                 |
| Strecke unter Wasserlauf Anfang Hochstrecke, Ende Hochstrecke und rechts · Strecke unter Wasserlauf Anfang Hochstrecke, Ende Hochstrecke und links |                      | Ausweichstelle                  | Ausweichstelle                  |
| Abzweig geradeaus und von links · Strecke nach rechts |                      |                                 |                                 |
| Kopfbahnhof Streckenende |                      | Oxenhope                        | Oxenhope                        |

Die Keighley and Worth Valley Railway (KWVR) ist eine 8 km (5 Meilen) lange Nebenbahn in West Yorkshire, England. Sie diente den Fabriken und Ortschaften im Worth Valley und ist heute eine Museumseisenbahn. Die Strecke verläuft von Keighley zum Endbahnhof in Oxenhope. In Keighley ist sie mit dem Netzwerk der britischen Eisenbahnen verbunden.

## Geschichte

### Anfänge und Bau der Strecke
Der Bauingenieur John McLandsborough bemängelte 1861 das Fehlen einer Eisenbahnverbindung nach Haworth, als er im Andenken an die Schriftstellerin Charlotte Brontë den Ort besuchte. Sein Vorschlag für den Bau einer Eisenbahn vom Bahnhof Keighley nach Oxenhope wurde von Fabrikbesitzern und anderen einflussreichen Persönlichkeiten am Ort sowie von der Midland Railway, der die Bahnlinie durch Keighley gehörte, begrüßt. Mit 15 Fabriken in der Nähe des Endpunkts sowie weiteren entlang der Strecke bestanden gute Aussichten auf lebhaften Verkehr.
Auf einem Treffen der genannten Persönlichkeiten wurden die Baukosten mit 30.000 £ beziffert. Daher wurden bei dieser Gelegenheit 3134 Anteile zu je 10 £ ausgegeben, außerdem wurden Direktoren, Bankiers, Anwälte und Ingenieure ausgewählt. J. McLandsborough, von dem der Vorschlag für den Bau der Strecke stammte und der vorwiegend Erfahrungen im Wasser- und Kanalisationsbau, aber auch beim Bau der Otley and Ilkley Railway gesammelt hatte, wurde zum geschäftsführenden Ingenieur ernannt, J. S. Crossley von der Midland Railway wurde beratender Ingenieur.
Die Bahn wurde 1862 durch Parlamentsbeschluss konzessioniert, und den ersten Spatenstich tat Isaac Holden als Vorsitzender der Keighley and Worth Valley Railway am Fastnachtsdienstag, dem 9. Februar 1864.
Die Strecke wurde eingleisig errichtet, aber mit einem Planum, das breit genug war, bei Bedarf ein zweites Gleis aufzunehmen. Die Bauzeit wurde auf ein Jahr veranschlagt, jedoch traten Verzögerungen beim Grunderwerb ein, eine Kuh fraß bei Oakworth einige Planungsunterlagen auf, und beim Bohren des Tunnels am Südende der Station Ingrow West (53° 51′ N, 1° 55′ W) kam es zu Sandrutschungen aus den Tunnelwänden, die es nötig machten, zur Stabilisierung Pfähle bis auf das Muttergestein einzutreiben. Durch die damit verbundenen Erschütterungen und Bodenbewegungen erlitt die Methodistische Kirche in Wesley Place Schäden, und die KWVR musste 1,980 £ Entschädigung zahlen.
Der Gleisbau hatte von beiden Enden der Strecke her begonnen und war 1866 beendet. Zur Probefahrt wurde eine Lokomotive aus Ilkley herangezogen, die für die Fahrt von Keighley nach Oxenhope fast zwei Stunden, für die Rückfahrt aber nur 13 Minuten brauchte. Vor der Eröffnung wurde die Strecke im November 1866 von schweren Stürmen betroffen.
Am 13. April 1867 wurde die Strecke feierlich eröffnet. Der Eröffnungszug blieb jedoch auf der Steigung bei Keighley und noch einmal zwischen Oakworth und Haworth liegen und musste zur Fortsetzung der Fahrt geteilt werden. Am 15. April 1867 wurde der öffentliche Personenverkehr aufgenommen.

### Betrieb
Die Strecke wurde von der Midland Railway betrieben, der der größte Teil des Eisenbahnnetzes in der Region gehörte, und wurde von ihr schließlich aufgekauft, teilweise bedingt durch konkurrierende Interessen seitens der Great Northern Railway. Der Verkauf brachte den bisherigen Eigentümern Gewinn, was für eine Strecke dieser Art ungewöhnlich war; jedoch versuchte die Midland Railway zu verhindern, dass die Great Northern Railway in ihr Gebiet vordrang. 1923 wurde die Strecke gemäß dem Railways Act 1921 Teil der London, Midland and Scottish Railway, 1948 ging sie anlässlich der Nationalisierung in das Eigentum von British Railways (BR) über.
Als Bedingung der Übernahme durch die Midland Railway wurde eine Umleitung gebaut, deren Notwendigkeit sich daraus ergab, dass die örtliche Bevölkerung die hölzerne Gerüstpfeilerbrücke über einen Mühlenteich nicht für sicher hielt. Der Überlieferung nach stiegen viele Fahrgäste nach Haworth schon in Oakworth aus und gingen zu Fuß weiter, um die Überquerung der Brücke zu vermeiden. Zunächst war vorgesehen, den Teich an seinem Ufer zu umgehen und durch einen Einschnitt die ursprüngliche Strecke wieder zu erreichen. Während des Baus erwies sich aber der Boden im Einschnitt als instabil, so dass der Bau des kurzen Mytholmes-Tunnel (53° 50′ 14,3″ N, 1° 56′ 49,9″ W) notwendig wurde. Ein Bild, das die alte Gerüstpfeilerbrücke zeigt, hängt in der Schalterhalle des Bahnhofs Oakworth.

### Schließung
British Railways stellte den Betrieb auf der Strecke 1962 ein. Der letzte fahrplanmäßige Personenzug verkehrte am 31. Dezember 1961.

### Wiedereröffnung und Museumsbetrieb

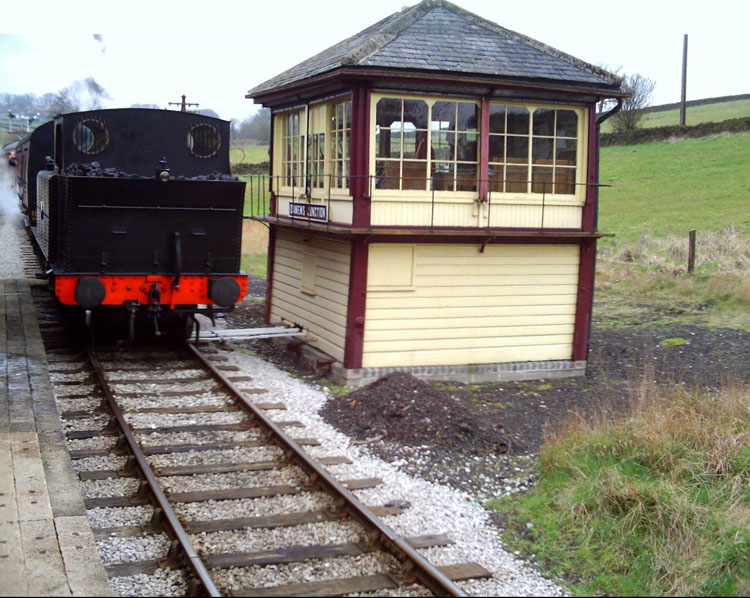
Lok Taff Vale 85 am Stellwerk Damems, das wegen des zusätzlichen Verkehrs beim Drehen des Films The Railway Children errichtet wurde.

Ein Museumsbahnverein kaufte die Strecke von BR und eröffnete 1968 den Museumsbetrieb, der im Stil der 1950er Jahre durchgeführt wird. Die KWVR ist eine bedeutende Touristenattraktion geworden. Sie wird von mehr als 500 Freiwilligen und 10 bezahlten Mitarbeitern betrieben und befördert mehr als 110.000 Fahrgäste im Jahr.
Die KWVR ist derzeit (2015) eine von nur zwei Museumsbahnen im Vereinigten Königreich, die eine vollständige Nebenstrecke in ihrer originalen Art und Weise betreiben. Die andere ist die Ecclesbourne Valley Railway in Wirksworth, Derbyshire.
Am 10. Juli 2008 besuchte der Herzog von Kent die Bahnstrecke anlässlich des 40. Jahrestages ihrer Wiedereröffnung. Er reiste in einem Sonderzug aus der Tenderlokomotive 41241 der Klasse 2MT der LMS und dem Salonwagen The Old Gentleman's Saloon, der im Film The Railway Children verwendet wurde und früher dem Direktor der North Eastern Railway diente. Bei seinem Besuch fuhr der Herzog nicht nur im Salonwagen, sondern auch auf der Lokomotive mit.

## Betriebsstellen

### Keighley
- Lage: 53° 52′ N, 1° 54′ W

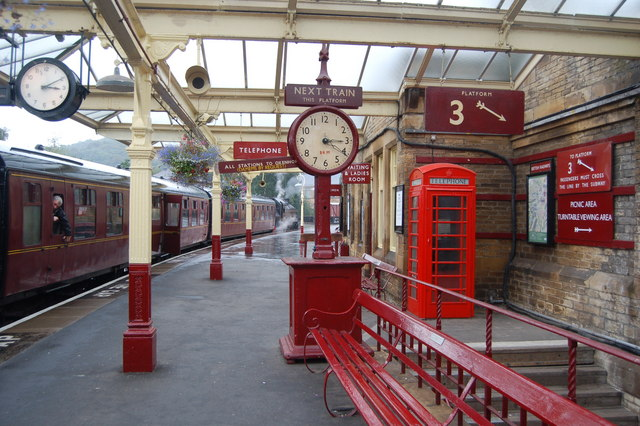
Bahnsteig 4 in Keighley (2008)

- Anschlüsse nach Leeds, Bradford, Skipton, Carlisle, Lancaster, Morecambe and London King’s Cross
- Andenkenladen und Buffet
- Drehscheibe
- Picknickplatz
- Restauriert entsprechend dem Aussehen in den 1950er Jahren mit gusseisernem Bahnsteigdach auf Bahnsteig 4, wie es früher auf allen Bahnsteigen der Station existierte.

### Ingrow (West)
- Lage: 53° 51′ N, 1° 55′ W

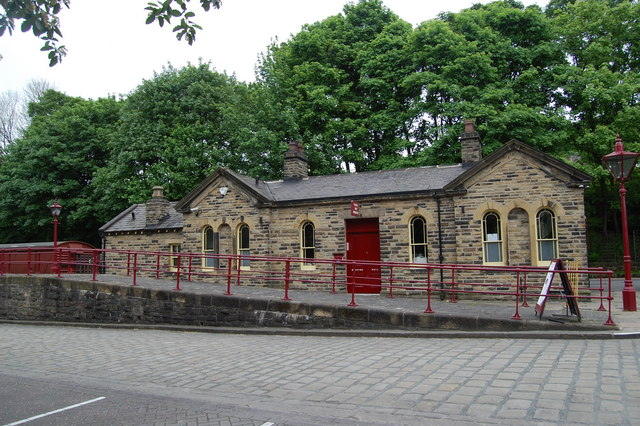
Stationsgebäude Ingrow West (2009)

- Zugang zum Museum of Rail Travel des Vintage Carriages Trust
- Laden für Eisenbahnfreunde
- Zugang zum Museum "Ingrow Loco" der Bahamas Locomotive Society
- Parkplatz

### Damems
- Lage: 53° 51′ N, 1° 55′ W

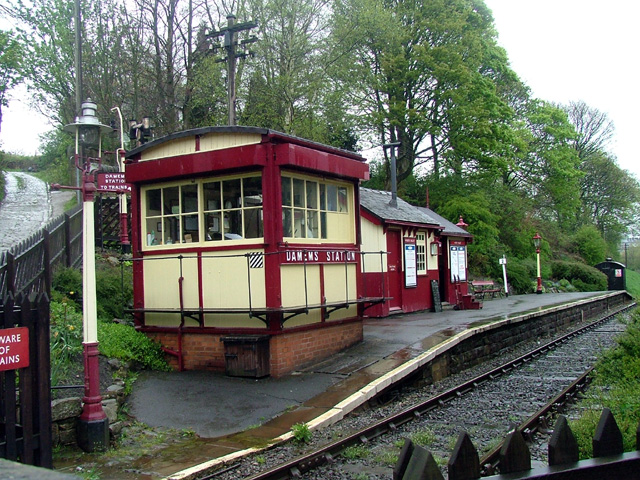
Bahnstation Damems (2005)

- Kleinste Station an einer Normalspurstrecke in Großbritannien mit Wartesaal, Fahrkartenschalter, Stellwerk (Streckenposten) und Bahnübergang
- Gasbeleuchtung und Kohleöfen
- In der BBC-Serie Born and Bred als Ormston gezeigt

### Oakworth
- Lage: 53° 50′ N, 1° 57′ W

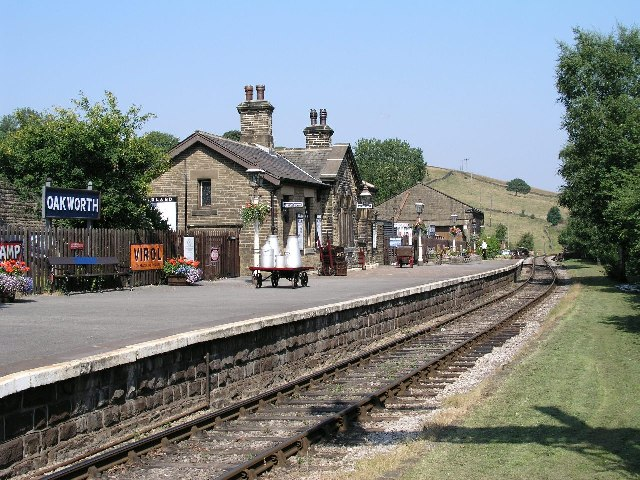
Bahnstation Oakworth (2003)

- Drehort des Films The Railway Children von 1970 mit Jenny Agutter, Dinah Sheridan, Bernard Cribbins, Sally Thomsett und Gary Warren
- Restauriert im Edwardianischen Stil mit Gasbeleuchtung
- Vier Kohleöfen (etwa 8 Monate im Jahr in Benutzung)
- Depot für Bauzüge (nicht öffentlich zugänglich)
- Parkplatz (beschildert für Horseless Carriages, d. h. "Wagen ohne Pferde")

### Haworth
- Lage: 53° 50′ N, 1° 57′ W
- Laden für Eisenbahnfreunde

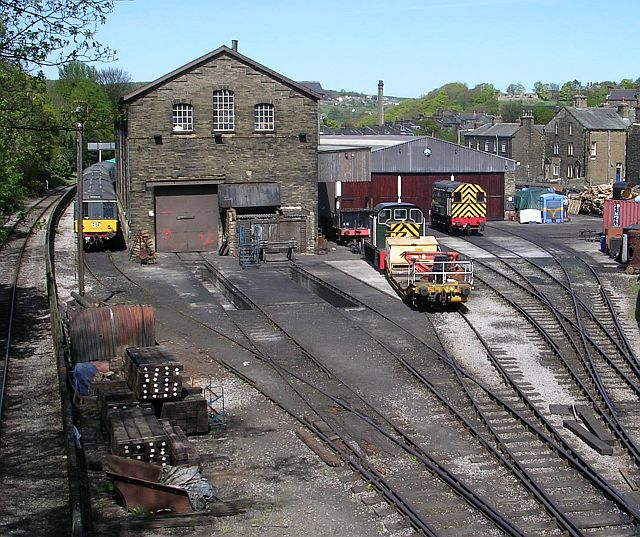
Lokschuppen in Haworth (2007)

- Bahnbetriebswerk und Bahnmeisterei sind hier beheimatet (nicht öffentlich zugänglich, Führungen an einzelnen Tagen)
- Picknickplatz, Aussicht auf Lokschuppen
- Zugang in den Ort und zum Pfarrhaus der Familie Brontë
- Gasbeleuchtung auf dem Bahnsteig
- Im Stil eines Landbahnhofs der 1950er Jahre restauriert

### Oxenhope
- Lage: 53° 49′ N, 1° 57′ W

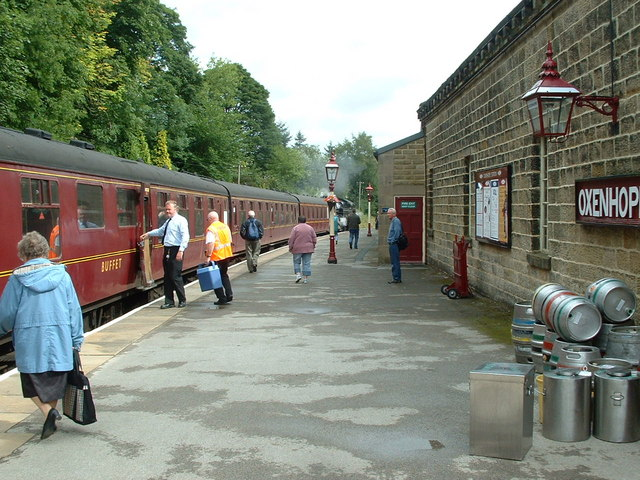
Bahnsteig in Oxenhope, Endstation der KWVR (2006)

- Endstation, Höhe etwa 660 Fuß (200 m) ü. M.
- Ausstellungs-Lokschuppen, aus Mitteln des Heritage Lottery Fund neu erbaut; beheimatet Loks und Wagen, die zurzeit nicht verwendet werden, und dokumentiert deren Geschichte sowie die der Strecke.
- Bahnbetriebswagenwerk (nicht öffentlich zugänglich)
- Buffet (aus dem Reisezugwagen Nr. 1824 des BR-Typs Mk1 RMB umgebaut) und Laden für Eisenbahnfreunde.
- Parkplatz
- Busanschluss nach Hebden Bridge
- Gasbeleuchtung auf Bahnsteig und Parkplatz sowie im Wartesaal

## Nutzung im Nahverkehr
Einwohner von Oxenhope, Haworth, Oakworth und Ingrow benutzen an Wochenenden, vor allem sonntags morgens, den dieselbetriebenen Frühzug nach Keighley und für die Rückfahrt einen der Dampfzüge. Werktags außerhalb der Sommermonate benutzen sie stattdessen den örtlichen Busverkehr.
Als privat betriebene Museumsbahn dient die Strecke nicht speziell dem Nahverkehr; eine Studie von Ove Arup & Partners im Auftrag von West Yorkshire Metro untersuchte 2009 die Durchführbarkeit eines täglichen Pendelverkehrs zwischen Oxenhope and Keighley. Nach Veröffentlichung des ersten Teils der Studie äußerte West Yorkshire Metro Bedenken bezüglich der Finanzierung und der Verfügbarkeit von rollendem Material, so dass eine Aufnahme dieses Verkehrs kurz- bis mittelfristig in Zweifel steht.
Eine neuere Studie im Auftrag des Worth Valley Joint Transport Committee fand, dass es möglich wäre, morgens und abends bis zu vier Pendlerzüge verkehren zu lassen.

## Rollendes Material
Die KWVR besitzt eine große Sammlung von Dampf- und Diesellokomotiven, Personenwagen und anderem rollenden Material, darunter auch einer der vier erhaltenen Schienenbusse der Waggon- und Maschinenbau GmbH Donauwörth (von ursprünglich fünf) mit der Nummer E79964. Einige der zahlreichen im Lauf der Zeit gesammelten historischen Personenwagen, u. a. ein dreiachsiger Abteilwagen 3. Klasse und ein Personenwagen mit Drehgestellen der Lancashire and Yorkshire Railway, werden an ausgewählten Tagen der offenen Tür im Reiseverkehr eingesetzt.
Die Bahn besitzt drei Schienenkrane: einen 10-Tonnen-Dampfkran von Grafton und einen 15-Tonnen-Dieselkran von Hubbard für den Gleisbau und einen 45-Tonnen-Dampfkran der LMS zum Einsatz bei Havarien. Außerdem besitzt die Schwestergesellschaft Bahamas Locomotive Society einen Dampfkran für den Havariedienst, der in Ingrow stationiert ist. Eine Anzahl von Waggons für den Bauzugdienst ist hauptsächlich in Oakworth und Ingrow West stationiert.

## In Film und Fernsehen
Die Strecke und ihre Stationen waren in mehreren Film- und Fernsehproduktionen zu sehen.
Kurz vor der Wiedereröffnung als Museumsbahn drehte ITV in den 1960er Jahren auf der Strecke bei Mytholmes Tunnel einen Werbespot für Schokoladenkekse mit Ronnie Corbett, der sich dabei an der Haltestange der Lokomotive Pug 51218 festhielt.
Szenen des Films The Railway Children von 1970 wurden auf der KWVR gedreht. Die Strecke bot sich für diesen Zweck an als eine der damals wenigen Museumsbahnen im Vereinigten Königreich und die einzige darunter, die einen Tunnel hatte, der einer der wichtigsten Drehorte für den Film sein sollte. Da der Tunnel in Wirklichkeit viel kürzer ist, als er im Film erscheint, wurde er zeitweilig mit Kulissenmaterial verlängert. Unter anderen waren die Lokomotiven Hudswell Clarke 0-6-0T Nr. 31 Hamburg, GWR 0-6-0PT Nr. 5775, Lancashire & Yorkshire Railway 0-6-0 Nr. 957 und GNR N2 0-6-2T Nr. 1744 zu sehen. Einer der Drehorte an der Bahnstrecke war Mytholmes Tunnel bei Haworth. Die Schnitzeljagd-Szene wurde ebenfalls bei Mytholmes gedreht und auch die Szene, in der die Kinder die roten Unterröcke der Mädchen schwenken, um einen nahenden Zug vor einem Erdrutsch zu warnen. Die Erdrutschszene selbst wurde in einem Einschnitt auf der Oakworther Seite des Mytholmes-Tunnel gedreht, und die Wiesen mit hohem Gras, von denen die Kinder den Zügen zuwinkten, lagen auf der Haworther Seite des Tunnels.
1976 waren die KWVR und der Bahnhof Haworth in der ersten Episode der Sitcom Yanks Go Home vom Granada TV zu sehen, die 1942 spielt. Eine Gruppe von Fliegern der US Army Air Force kommt mit dem Zug an, um in einer fiktiven Kleinstadt in Lancashire (Nordwestengland) stationiert zu werden.
1979 wurde eine Episode der Sitcom-Serie Last of the Summer Wine von UK TV zum Teil entlang der Eisenbahn im Worth Valley gedreht. Drei der Hauptfiguren, Compo, Foggy and Clegg, lösen die Bremse an einem Zug und versuchen ihn wieder zum Halten zu bringen, wobei sie auf der Strecke hin und her fahren. Dabei wurde die GWR-Lokomotive Nr. 5775 im Anstrich von London Transport mit der Nummer L89 eingesetzt.
Die KWVR diente auch zu Dreharbeiten für die BBC-Dramaserie Peaky Blinders von 2013 über eine Gangsterbande aus Birmingham kurz nach dem Ersten Weltkrieg.
2014 wurden die Bahnhofsszenen im Feature-Film Testament of Youth in Keighley und die Innenaufnahmen in den Zügen in einigen der historischen Personenwagen der KWVR gedreht.
2021 entstanden hier Aufnahmen für den 2022 erscheinenden Film The Railway Children Return, der Fortsetzung des 1970 ebenfalls hier gedrehten Films The Railway Children.